# Feuerwehr Bonn
Die Feuerwehr Bonn ist zuständig für die Gefahrenabwehr der Bundesstadt Bonn. Sie ist als Amt 37 dem Dezernat I der Stadt Bonn zugeordnet. Die offizielle Bezeichnung des Amtes lautet Feuerwehr und Rettungsdienst. Wie jede deutsche Großstadtfeuerwehr gliedert sie sich in die Berufsfeuerwehr, die Freiwillige Feuerwehr und die Jugendfeuerwehr, die sich jeweils aus verschiedenen Einheiten mit verschiedenen Wachen zusammensetzen.

## Geschichte

### Ursprüngliche Situation
Erste Hinweise auf einen organisierten Brandschutz in Bonn gehen auf das Jahr 1672 zurück: Die Brandordnung des Kurfürsten Maximilian Heinrich von Bayern erwähnte eine Bestandsaufnahme vorhandener Brandschutzmittel und sah die Bestellung von vier Brandmeistern (aus dem Stadtrat und Vertretern der Zünfte) und einer gewissen Anzahl an Brandschützen vor. Zudem besetzte eine Brandwache den Turm der St.-Remigius-Kirche. Der Großbrand des kurfürstlichen Residenzschlosses im Jahr 1777 zeigte jedoch eindringlich die Grenzen der Leistungsmöglichkeiten auf.
Im Jahr 1830 erließ der Bonner Oberbürgermeister Joseph Windeck eine neue Feuerlöschordnung für die Stadt Bonn. Verantwortlich für den Feuerschutz war nun der Oberbürgermeister oder ein von ihm bestimmter Vertreter. Als technischer Berater stand ihm ein so genannter Löschungsrat zur Seite.

### Erste Schritte nach dem Vorbild anderer Städte
Ab dem Jahr 1853 gab es in Bonn Bemühungen, dem Beispiel anderer Städte zu folgen und eine organisierte Feuerwehr zu gründen. Oberbürgermeister Leopold Kaufmann ersuchte Hilfe von den Städten Aachen und Köln, die bereits Erfahrungen mit ihren Pompier-Corps hatten. Doch erst im Jahr 1858 wurden die Bemühungen konkret: Mit einem Aufruf an die Bürgerschaft Bonns forderte Oberbürgermeister Kaufmann Freiwillige für die Aufstellung einer 80 Mann umfassenden und uniformierten Feuerwehr-Compagnie. Das Ergebnis war niederschmetternd: Kein Freiwilliger meldete sich. Zwei Jahre später kam allmählich Bewegung in die angestrebte Gründung, nachdem Oberbürgermeister Kaufmann mit dem Turnverein eine mündliche Vereinbarung geschlossen hatte, als ein freiwilliges Löschung- und Rettungs-Corps in Erscheinung zu treten.

### Gründung
Am 20. September 1862 erfolgte die Umgestaltung der Feuerlösch-Abteilung zur Bonner Turner-Feuerwehr. Sie umfasste 60 Mann in Uniform und eine von der Feuerversicherungsanstalt überlassene Spritze. Am 29. Juni 1863 trat sie mit einer Übung auf dem Bonner Marktplatz zum ersten Mal den Schritt in die Öffentlichkeit.
Ab dem Jahr 1866 konnten auch Nicht-Mitglieder des Turnvereins der Bonner Feuerwehr beitreten. Dem vorbeugenden Brandschutz gemäß wurden zudem 1868 die ersten Brandsicherheitswachen durchgeführt. Mit dem Aufbau des Bonner Hydrantennetzes wurde im Jahr 1874 begonnen.

### Fortschritte
Mit der Berufung von Josef Gemünd zum Branddirektor im Jahr 1897 wurde der Weg zu umfangreichen Fortschritten frei. Bereits ein Jahr darauf wurde mit 25 Feuerwehren und rund 1.000 Mitgliedern der Feuerwehrbezirksverband Bonn gegründet. In den Stadtteilen von Bonn und im Landkreis Bonn wurden zu diesem Zeitpunkt zahlreiche Freiwillige Feuerwehren gegründet.
Am 13. August 1905 bezog die Feuerwehr Bonn ihre Kaserne in der Bonner Maxstraße. Diese wurde von einem Führer und acht Feuerwehrleuten bewohnt, die ihren Beruf zu Hause ausüben konnten und daher auch tagsüber im Einsatzfall sofort verfügbar waren. Zeitgleich wurde der erste Bonner Rettungswagen in Dienst gestellt.

### Weltkriege
Der Erste Weltkrieg schwächte die Einsatzstärke der Bonner Feuerwehr: 198 Feuerwehrmänner wurden zur Armee eingezogen; am Ende waren 21 Gefallene und 4 Vermisste zu beklagen. Dem Gesetz über das Feuerlöschwesen in Preußen folgend wurde die Freiwillige Feuerwehr am 1. Januar 1934 dem Ortspolizeiverwalter unterstellt. Vom gleichen Tag an bildete sie den Kreisfeuerwehrverband Bonn Stadt. Die Vorstandsmitglieder wurden vom Regierungspräsidenten ernannt. Spätere Erlasse des Innenministers regelten die Leitung bei der Bekämpfung von Bränden und anderen Katastrophen, die Uniformierung, die Motorisierung und die Bezeichnung. Das Reichsgesetz über das Feuerlöschwesen vom 23. November 1938 schaltete die bisherige Selbstständigkeit der Freiwilligen Feuerwehr völlig aus. Sie verlor ihre Rechtsform als Verein und wurde zur Feuerlöschpolizei, einer Hilfspolizeitruppe unter staatlicher Aufsicht umgeformt.

### Ab 1945
Nach Beendigung des Zweiten Weltkriegs 1945 wurde die seit 29. November 1941 bestehende, hauptamtliche Feuerschutzpolizei auf Anordnung der britischen Militärregierung als Berufsfeuerwehr Bonn in der kommunalen Verwaltung weitergeführt. Die verbleibenden Löschzüge der Freiwilligen Feuerwehr Bonn wurden ihr unterstellt. Ihre Gesamtstärke durfte zunächst 99 Mitglieder nicht überschreiten. Nach der kommunalen Neuordnung im Jahr 1969 bestand die Feuerwehr Bonn aus vier hauptamtlichen Feuerwachen der Berufsfeuerwehr und 21 Löschzügen der Freiwilligen Feuerwehr. Mit Beginn der 1960er Jahre wurden zudem die ersten Jugendfeuerwehren in den Freiwilligen Feuerwehren gegründet. 1982 führte die Stadtverwaltung Bonn die so genannte Rufbereitschaft – einen Alarmierungssystem mit wechselnden Schichten – bei den Freiwilligen Feuerwehren ein, die zum Vorbild für viele deutsche Städte wurde.

## Berufsfeuerwehr
Die Berufsfeuerwehr mit ihren 275 Beamten ist auf drei Feuer- und Rettungswachen verteilt, die von je drei Wachabteilungen im Wechselschichtdienst besetzt werden. Das Fahrzeugkonzept der Löscheinheiten der Berufsfeuerwehr Bonn besteht aus HLF 20/16 (1/1/3/5), einer DLK 23/12 (0/1/1/2) und einem TLF 20/40 (0/1/2/3). Hinzu kommt der Führungsdienst mit einem ELW 1 (1/1/0/2) der von der FW 1 ausrückt. Somit ergibt sich eine Gesamtstärke von 2/4/6/12.
Die Stadt Bonn ist Trägerin des Rettungsdienstes. Dieser wird durch die Feuerwehr organisiert, wobei die Besatzung teilweise durch hauptamtliche Kräfte von Hilfsorganisationen oder privater Firmen nach europaweiter Ausschreibung gestellt wird. Zum Rettungsdienst gehört auch der Krankentransport, der ebenfalls durch hauptamtliche Kräfte von Hilfsorganisationen oder privater Firmen nach europaweiter Ausschreibung im Namen der Stadt Bonn durchgeführt wird. Seit 1. Juli 2018 werden auch nachts Krankentransportwagen (KTW) bereitgestellt, um die Rettungswagen (RTW) zu entlasten. Wenn keine KTW zur Verfügung stehen, können auch RTW zum Krankentransport (und der entsprechend geringeren Gebühr) zum Einsatz kommen.

### Standard-Löscheinheit der Feuerwachen 1–3

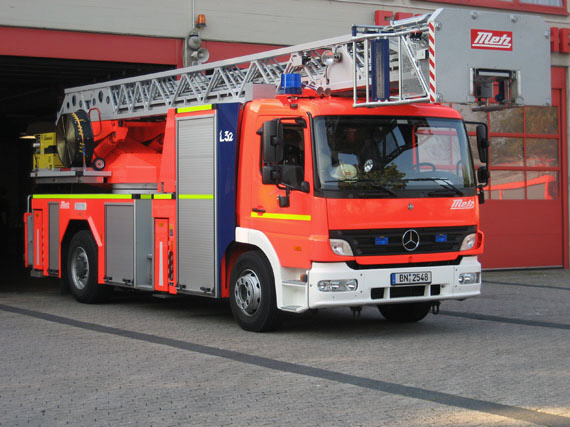
DLK 23/12 (FW 4)
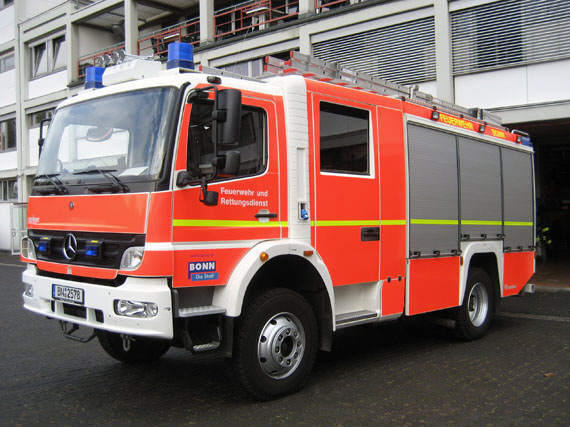
HLF 20/16 (FW 1)
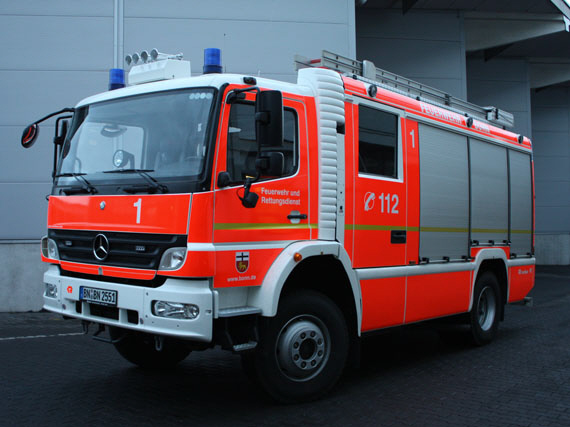
TLF 20/40 (FW 1)

### Feuerwache 1

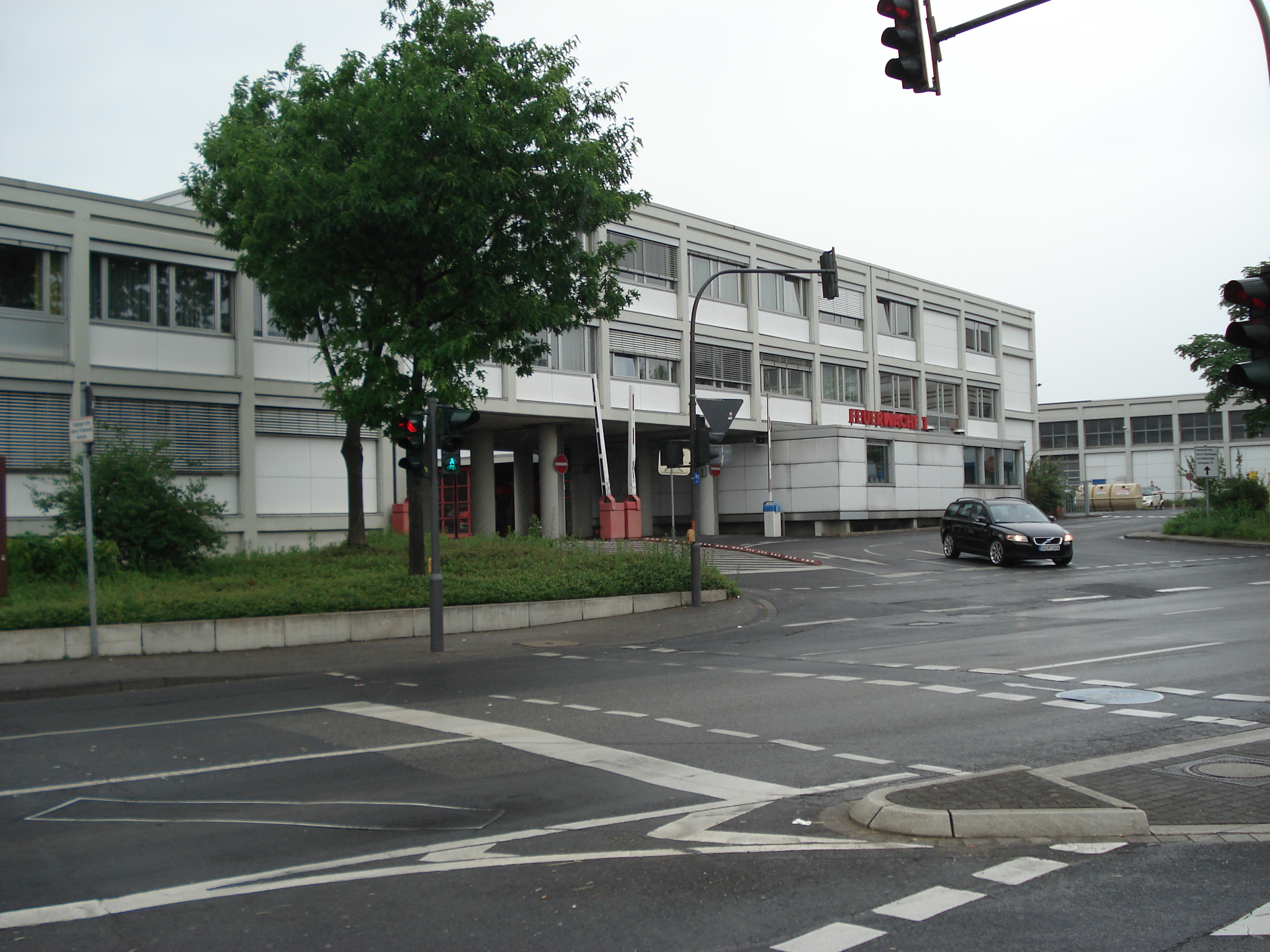
Das Wachgebäude der Feuer- und Rettungswache 1

Die Feuerwache 1 befindet sich in Bonn-Tannenbusch (Lievelingsweg 112) und ist zugleich auch die Hauptwache mit 93 Einsatzkräften. Neben der Löscheinheit 1 (inkl. ELW 1) und der Rüsteinheit ist hier ebenfalls die Leitstelle und die Branddirektion untergebracht. Hier sind auch die Leitstelle (2 Disponenten am Pult, 2 in Bereitschaft und einer besetzt als Führungsassistent den ELW im Einsatzfall), die Verwaltung, die Stabsräume für den Katastrophenschutz, das Zentraldepot des Rettungsdienstes, Kfz-, Atemschutz-, Funk- und Schlauchwerkstatt untergebracht. Der Fahrzeugbestand umfasst 8 Kommandowagen, 3 Einsatzleitwagen 1, ein Mannschaftstransportfahrzeug, ein Hilfeleistungslöschgruppenfahrzeug 20/16, eine Drehleiter mit Korb 23-12, ein Tanklöschfahrzeug 20/40, einen Rüstwagen und einen Rüstwagen-Schiene, einen Feuerwehrkran, zwei Wechselladerfahrzeuge mit diversen Abrollbehältern (Einsatzleitung, Atemschutz, Wasser, Schiene, Rüst, Kranbegleitung und MANV), einen Gerätewagen Logistik, zwei Fernsprechkraftwagen, 2 Notarzteinsatzfahrzeuge mit je einem Reservefahrzeug, 6 Rettungswagen, 6 Reserve-Rettungswagen und einen Gerätewagen Rettungsdienst. Vier der Rettungswagen werden von hauptamtlichen Kräften der Johanniter-Unfall-Hilfe besetzt. Ein Rettungswagen steht außerhalb am Standort Kölnstraße 54.

### Feuerwache 2

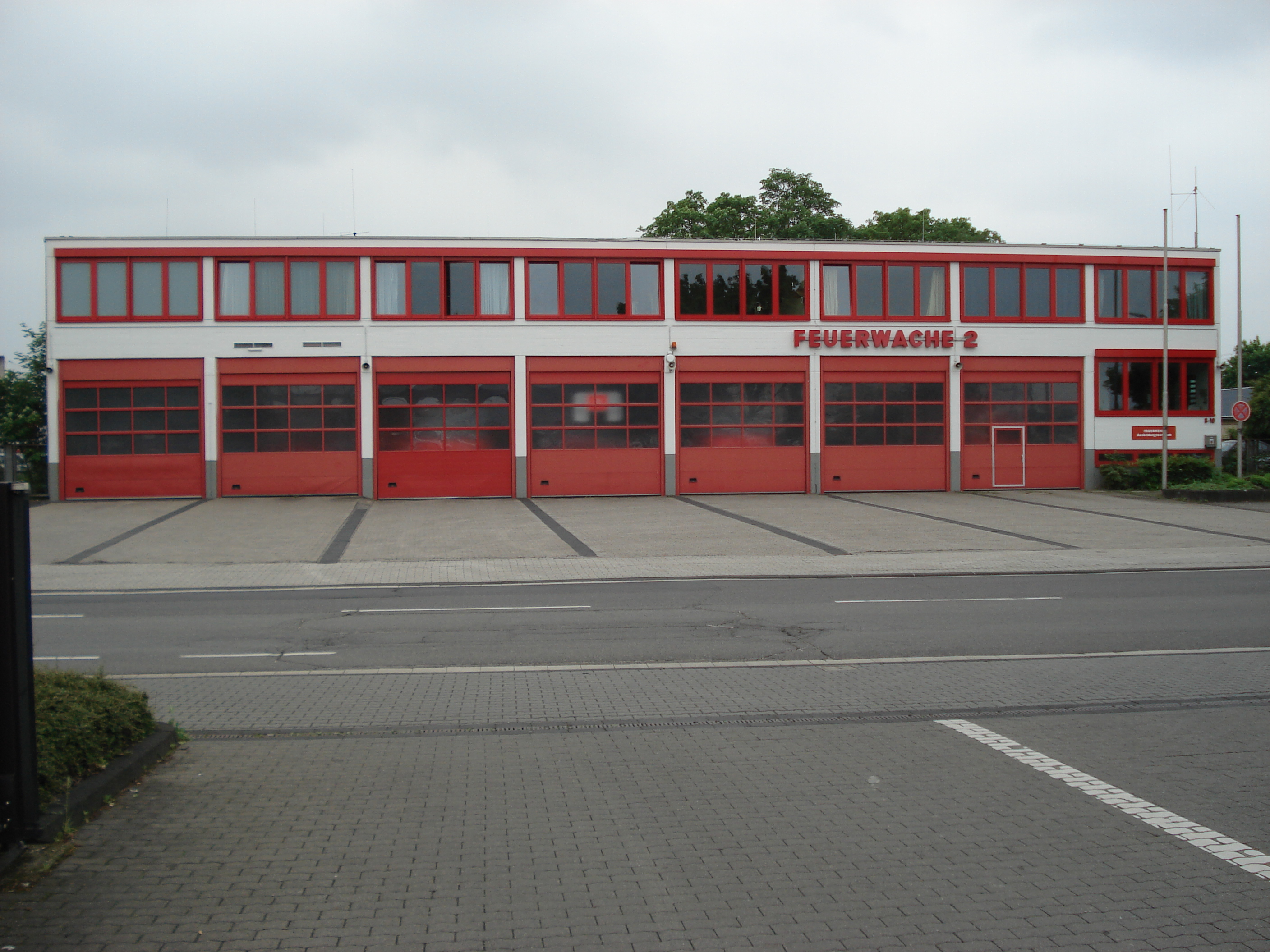
Das Wachgebäude der Feuer- und Rettungswache 2

Die Feuerwache 2 befindet sich in der ehemaligen selbstständigen Stadt und jetzigen Stadtbezirk Beuel (Maarstraße 8). Die drei Wachabteilungen haben hier eine Personalstärke von 22 Mann. Darüber hinaus sind hier das Ausbildungszentrum der Feuerwehr Bonn, die Verwaltung der Freiwilligen Feuerwehr, das Logistikzentrum des Katastrophenschutzes (dies befindet sich nicht auf dem Wachgelände, aber in einer nahgelegenen Liegenschaft) und einige kleinere Werkstätten untergebracht. Von der Feuerwache 2 werden zudem das Feuerlöschboot und das Mehrzweckboot der Feuerwehr Bonn, welche in Höhe der Kennedybrücke auf Bonner Seite im Rhein liegen, besetzt. Der Fuhrpark umfasst ein Hilfeleistungslöschgruppenfahrzeug 20, eine Drehleiter mit Korb 23-12, ein Tanklöschfahrzeug 20/40, ein Gerätewagen Tierrettung, 3 Wechselladerfahrzeuge mit diversen Abrollbehältern, 2 Mannschaftstransportfahrzeuge sowie 4 Rettungswagen. 3 der Rettungswagen werden von hauptamtlichen Kräften des Malteser Hilfsdienstes besetzt. Ein Rettungswagen steht außerhalb am Standort Johanniter Krankenhaus.
n

### Feuerwache 3

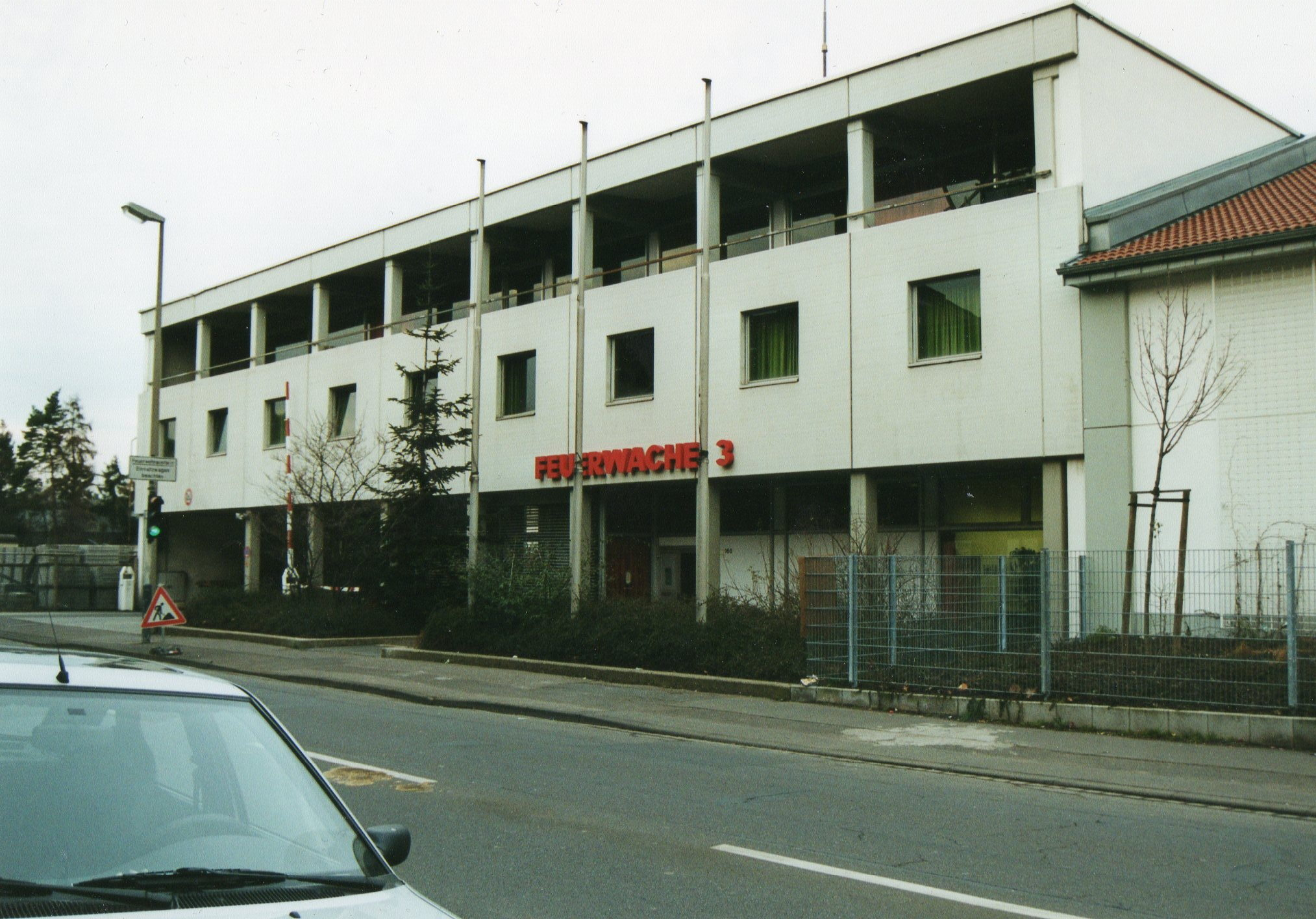
Das Wachgebäude der Feuer- und Rettungswache 3

Die Feuerwache 3 befindet sich in der ehemals selbstständigen Stadt Bad Godesberg (Friesdorfer Straße 160), wo pro Wachabteilung ca. 30 Einsatzkräfte ihren Dienst verrichten. Die Personalstärke beträgt rund um die Uhr 16 Kräfte der Berufsfeuerwehr, hauptamtliche Kräften des Deutschen Roten Kreuzes und einen Notarzt aus dem Evangelischen Waldkrankenhaus. Die Feuerwache dient zugleich als Feuerwehrhaus der Freiwilligen Feuerwehr Bad Godesberg (LE 31) und beherbergt zudem eine Schreinerei und eine Schlosserei. Die Feuerlöscherwerkstatt ist zum 1. Januar 2019 mit dem Vollbetrieb der Werkfeuerwehr UKB auf deren Wache umgezogen. Ihr Fuhrpark umfasst ein Hilfeleistungslöschgruppenfahrzeug 20, eine Drehleiter mit Korb 23-12, ein Tanklöschfahrzeug 20/40, ein ABC-Erkundungskraftwagen, zwei Wechselladerfahrzeuge mit diversen Abrollbehältern, darunter auch ein Abrollbehälter zur Dekontamination von verletzten Personen (AB-Dekon V), für den ABC-Einsatz und Ölbekämpfung, ein Mannschaftstransportfahrzeug sowie 4 Rettungswagen und ein Notarzteinsatzfahrzeug. Zwei Rettungswagen werden von hauptamtlichen Kräften des Deutschen Roten Kreuzes besetzt. Ein Rettungswagen steht außerhalb am Standort Koblenzer Straße 148.

### Ehemalige Feuerwache 4 (Löscheinheit 41)

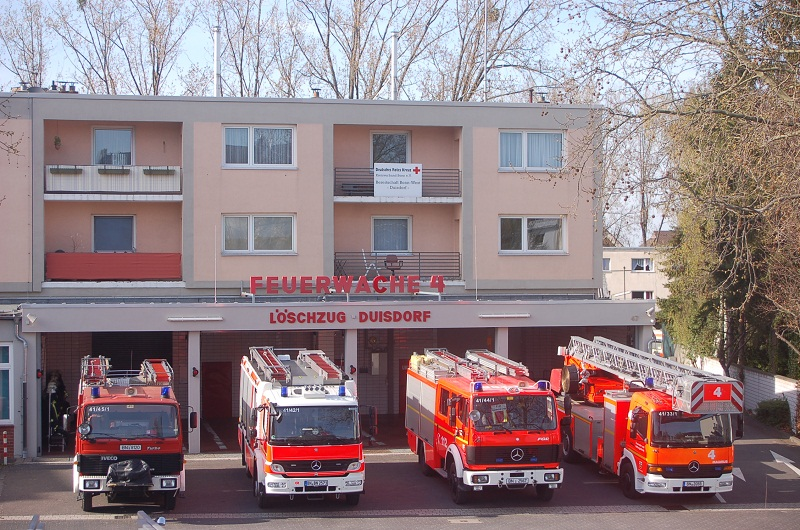
Wachgebäude der Feuerwache 4 – Löscheinheit Duisdorf

Die Feuerwache 4 befindet sich im Ortsteil Duisdorf des Stadtbezirks Hardtberg (Am Burgweiher 47–49). Sie war bis 1969 eine ständig besetzte Feuerwache der Freiwilligen Feuerwehr Duisdorf im damaligen Amt Duisdorf. Nach der kommunalen Neugliederung wurden Feuerwache und Fahrzeuge, bestehend aus Tanklöschfahrzeug 16/24, Löschgruppenfahrzeug 16, Drehleiter mit Korb 23-12 und einem Unfallrettungswagen (Vorläufer des Rettungswagen) von Kräften der Berufsfeuerwehr übernommen und besetzt. Ab dem Jahr 1973 wurde langsam der Brandschutz wieder in die Hände der Freiwilligen Feuerwehr Duisdorf gelegt und es verblieben, nachdem das Personal immer wieder reduziert worden war, ab 1983 lediglich drei Beamte der Berufsfeuerwehr zwecks Besetzung eines Rettungswagen mit zwei Mann und einer Drehleiter mit Korb mit einem Mann auf der Feuerwache. Der zweite Mann für die Drehleiter mit Korb, sowie das Personal für die übrigen Fahrzeuge wurde von der Freiwilligen Feuerwehr Duisdorf gestellt. 1994 wurde der Feuerschutz komplett der Freiwilligen Feuerwehr Duisdorf übertragen und die verbliebenen Berufsfeuerwehrleute wurden abgezogen, nachdem vorher der Rettungswagen im Wechsel von der Johanniter-Unfallhilfe und dem Arbeiter-Samariter-Bund besetzt wurde. Bis zum 30. Juni 2014 waren hier neben den Fahrzeugen der Löscheinheit Duisdorf drei Rettungswagen stationiert, welche vom Arbeiter-Samariter-Bund besetzt wurden. Mit Inbetriebnahme der neuen Rettungswache 4 wurden die Rettungswagen zur neuen Rettungswache umgesetzt. Die Feuerwache 4 ist somit derzeit nur noch das Feuerwehrhaus der Löscheinheit Duisdorf.

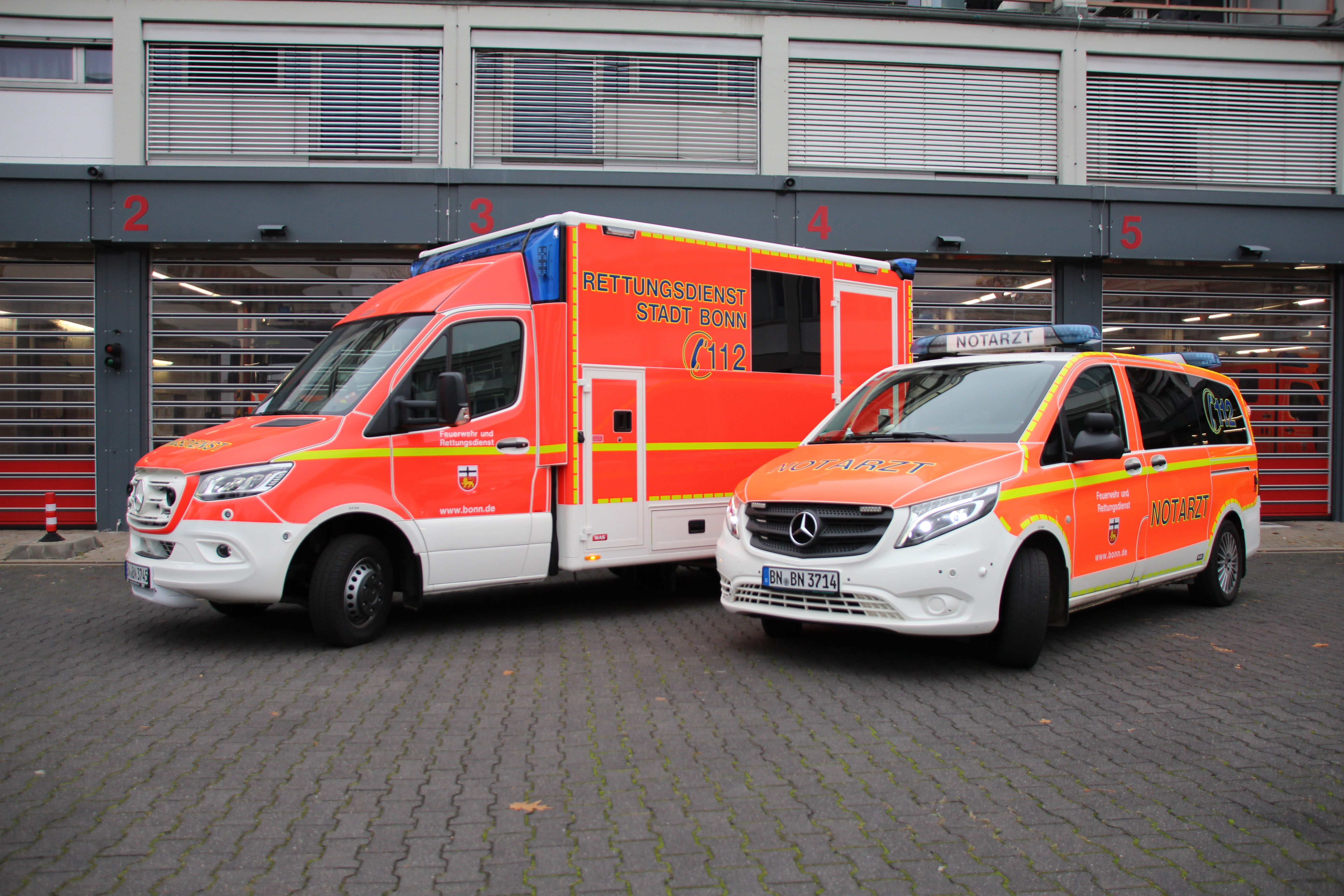
Rettungswagen und Notarzteinsatzfahrzeug

### Rettungswache 4

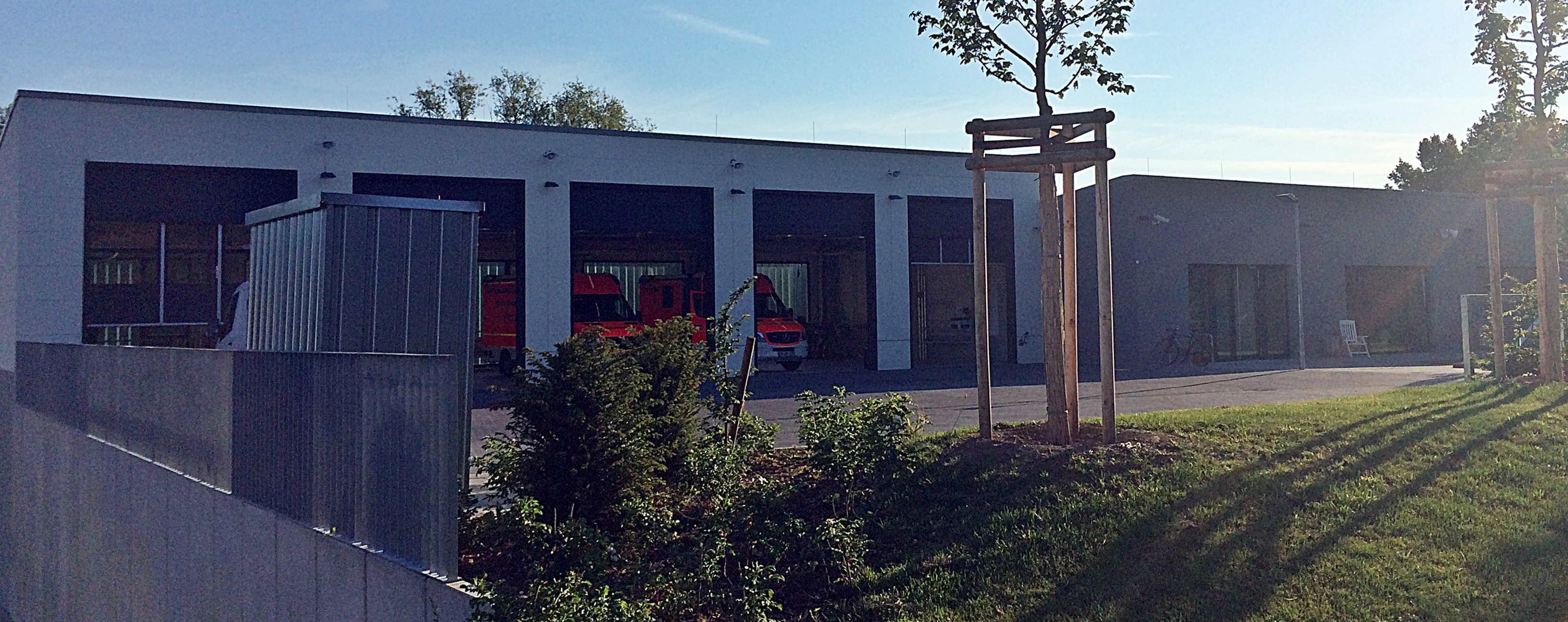
Rettungswache 4 Bonn-Hardtberg

In den Jahren 2013 und 2014 wurde in Lengsdorf an der Straße Auf dem Kirchbüchel eine neue Rettungswache gebaut, um die Hilfsfristen im Wachkreis 4 besser einzuhalten. Diese wurde am 3. Juli 2014 offiziell in Betrieb genommen. Die Rettungswache besteht aus einer Fahrzeughalle mit fünf Stellplätzen, Sozialräumen sowie einer Möglichkeit zur Desinfektion der Fahrzeuge des Rettungsdienstes. Vier Rettungswagen sind dort stationiert, die durch den Arbeiter-Samariter-Bund besetzt werden. Ein Rettungswagen davon steht werktags tagsüber im Interdisziplinären Notfallzentrum (INZ) des Universitätsklinikums Bonn.

### Feuerwache 5 (Werkfeuerwehr Universitätsklinikum)
Aufgrund des in den letzten Jahren stetig weiter gewachsenen Campus Venusberg sowie der im Bau befindlichen und geplanten Erweiterungen hat das Universitätsklinikum mittlerweile eine Größe erreicht, die eigene Strukturen für den abwehrenden Brandschutz erforderlich gemacht haben. Seit Ende 2018 wird eine durch das Universitätsklinikum erbaute Wache genutzt, dessen Personal im Rahmen eines Vertrages durch die Berufsfeuerwehr gestellt wird. Aktuell sind auf dem Klinikgelände ein HLF 20/16, eine DLK 23/12, ein TLF 20/40 und ein Mehrzweckfahrzeug stationiert. Bereits seit 2015 war interimsweise eine Wache im Schwesternwohnheim eingerichtet und genutzt worden. Damit ist die Werkfeuerwehr seit dem 1. Januar 2019 im Vollbetrieb.

### Ausbildungszentrum
Das Ausbildungszentrum (ABZ) mit der Ordnungsnummer 9 befindet sich auf dem Gelände der Feuerwache 2 und ist Lehrstätte für die gesamte Feuerwehr Bonn. Hier finden neben den Grundausbildungslehrgängen der Berufsfeuerwehr (B1-Lehrgang) auch sämtliche Aus- und Fortbildungen für die Freiwillige Feuerwehr (Modulausbildung Truppmann, Truppführer, Atemschutzgeräteträger, Maschinisten, sowie Führungskräftefortbildungen) statt. Die ABC-Ausbildung wird disloziert auf der Feuerwache 3 durchgeführt, da dort die erforderlichen Fahrzeuge vorgehalten werden. Das Ausbildungspersonal rekrutiert sich zum einen aus dem Sachgebiet Freiwillige Feuerwehr und Ausbildung sowie aus entsprechend geschulten Angehörigen der Wachabteilungen und der Löscheinheiten der FF. Zur Aufgabenwahrnehmung verfügt das ABZ über zwei Lehrsäle, die sich auch für Chemieunterrichtungen und Planspiele eignen, sowie entsprechende Übungsflächen. Zum Fuhrpark des ABZ gehören ein Hilfeleistungslöschfahrzeug 16, eine Drehleiter mit Rettungskorb (zgl. Reserveleiter), ein Tanklöschfahrzeug 20/40 und ein Schlauchwagen 2000TR. Diese Fahrzeuge werden auch bei Brandsicherheitswachen oder Großschadenslagen durch Kräfte der Berufs- und Freiwilligen Feuerwehr in den Einsatz gebracht. Ebenfalls mit der Ordnungsnummer 9 werden zwei Reservefahrzeuge (TLF 16/25) für die Freiwillige Feuerwehr auf der Feuerwache 2 vorgehalten, die bei Werkstattaufenthalten der regulären Fahrzeuge in den Einsatz kommen.

### Einsatzführung

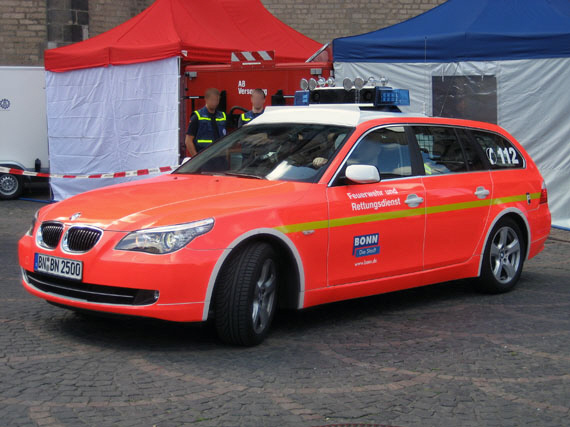
KdoW A-Dienst

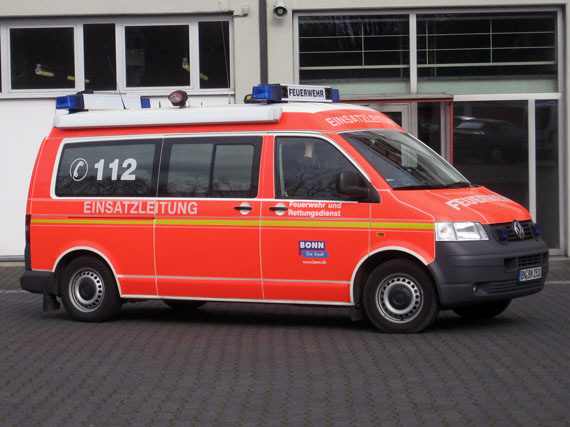
ELW B-Dienst

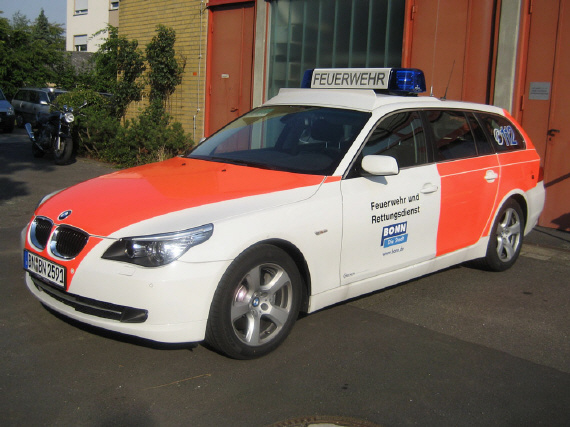
NEF

Bonn unterscheidet nach gültigem Führungskonzept in drei Führungsdienste (A-, B- und C-Dienst), die lageabhängig die Einsatzleitung übernehmen.
- A-Dienst

Beamter des höheren Feuerwehrtechnischen Dienstes aus der Funktion des Amtsleiters bzw. der Abteilungsleiter oder Beamter des gehobenen Feuerwehrtechnischen Dienstes aus dem Kreis der Sachgebietsleiter als Einsatzleiter mit einem Kommandowagen, welcher auf der Feuerwache 1 stationiert ist. Er kommt als Einsatzleiter bei größeren Einsätzen zum Einsatz. Bei Paralleleinsätzen nimmt er auch die Funktion des zweiten B-Dienstes wahr. Der Dienst wird als 24-Stunden-Dienst auf der Feuerwache 1 wahrgenommen.
- B-Dienst

Beamter des gehobenen Feuerwehrtechnischen Dienstes aus den Sachgebieten, der von einem Leitstellendisponenten (mittlerer Feuerwehrtechnischer Dienst) mit Gruppenführerqualifikation (BIII) unterstützt wird, der gleichzeitig den Einsatzleitwagen fährt. Er fungiert als Abschnittsleiter oder Einsatzleiter, wenn der Einsatz des A-Dienstes nicht erforderlich ist (Einsätze mit einer verstärkten Löscheinheit). Der B-Dienst wird täglich gewechselt.
- C-Dienst

Wachabteilungsleiter des gehobenen Feuerwehrtechnischen Dienstes A9/A9Z/A10 oder Sachbearbeiter des gehobenen Feuerwehrtechnischen Dienstes (A10/A11) als Einheitsführer der jeweiligen Löscheinheit, welcher zugleich Fahrzeugführer des jeweiligen HLF 20/16 ist. Er fungiert als Unterabschnittsleiter oder als Einsatzleiter, wenn der Einsatz des B-Dienstes nicht erforderlich ist (Einsatz von einer Staffel oder Gruppe). C-Dienste werden auf allen drei Feuerwachen vorgehalten.
Fahrzeugführer des ersten ausrückenden Löschfahrzeugs der Freiwilligen Feuerwehr mit mindestens der Qualifikation zum Gruppenführer (FIII). Auch sie fungieren bei Bedarf als Unterabschnittsleiter oder als Einsatzleiter, wenn der Einsatz von Kräften der Berufsfeuerwehr nicht erforderlich ist (Einsätze in Gruppenstärke, meistens in den Randbezirken).
- Rettungsdienst

Der Rettungsdienst wird bei größeren Einsatzlagen von einem Organisatorischen Leiter Rettungsdienst (OrgL), einem Leitenden Notarzt (LNA) und einem Führungsgehilfen geführt.
Der OrgL verfügt über einen KdoW, die Abholung des LNA wird bei Bedarf geregelt. Beide Funktionen werden in Form der Rufbereitschaft von der Wohnanschrift wahrgenommen und werden über digitale Funkmeldeempfänger alarmiert. Der OrgL wird durch hauptamtliche/ehrenamtliche Mitarbeiter der Hilfsorganisationen im wöchentlichen Wechsel gestellt.

## Freiwillige Feuerwehr
Die Freiwillige Feuerwehr Bonn besteht aus 18 Abteilungen, Löscheinheiten genannt, die in vier Wachkreisen organisiert über das Stadtgebiet verteilt stationiert sind. Jede Löscheinheit verfügt nach dem Fahrzeugkonzept über mindestens ein wasserführendes Fahrzeug und ein Mannschaftstransportfahrzeug. Aufgrund von Sonderaufgaben einzelner Löscheinheiten gibt es Ausnahmen davon.
| Löscheinheit       | Feuerwehrhaus               | Gründung | Schwerpunkte | Fahrzeuge                                                                                       |
| ------------------ | --------------------------- | -------- | --- | ----------------------------------------------------------------------------------------------- |
| 11 – Mitte         |                             | 1863     | - Brandschutz für die Stadtteile Bonn-Zentrum, Castell, Nordstadt, Südstadt (teilw.) und Tannenbusch (teilw.) - Grundschutz Wachkreis 1 - Informations- und Kommunikationsdienst                                             | - ELW 1 - LF 10 - HLF20                                                                         |
| 12 – Buschdorf     |                             | 1934     | - Brandschutz für die Stadtteile Buschdorf, Auerberg (teilw.) und Tannenbusch (teilw.) - Grundschutz Wachkreis 1 - Verpflegung                                                                                               | - LF 10 - LF 20 KatS                                                                            |
| 13 – Dransdorf     |                             | 1900     | - Brandschutz für die Stadtteile Dransdorf, Lessenich/Meßdorf (teilw.) und Tannenbusch (teilw.) - Informations- und Kommunikationsdienst                                                                                     | - ELW 1 - MTF - LF 10/10                                                                        |
| 14 – Endenich      |                             | 1885     | - Brandschutz für die Stadtteile Endenich, Poppelsdorf, sowie Süd- und Weststadt (teilw.) - Verletztendekontamination im Konzept DekonV50                                                                                    | - MTF - LF 10                                                                                   |
| 15 – Rheindorf     |                             | 1900     | - Brandschutz für die Stadtteile Graurheindorf und Auerberg (teilw.) - Hochwasserschutz | - MTF - LF 10                                                                                   |
| 21 – Beuel         |                             | 1908     | - Brandschutz für die Stadtteile Beuel-Mitte, Limperich und Küdinghoven - Grundschutz Wachkreis 2 - Hochwasserschutz | - TLF 4000 - RW 1 (Standort Feuerwache 2) - LF-KatS - 2 Boote - SW 2000Tr - MTF                 |
| 22 – Geislar       |                             | 1922     | - Brandschutz für die Stadtteile Geislar, Vilich, Vilich-Rheindorf und Vilich-Müldorf - Unterstützung der Freiwilligen Feuerwehr Sankt Augustin (Rhein-Sieg Kreis)                                                           | - LF 10/6 - MTF                                                                                 |
| 23 – Holtorf       |                             | 1900     | - Brandschutz für die Stadtteile Holtorf und Pützchen - Einrichten und Betreiben von Bereitstellungs- und Sammelräumen - Unterstützung der Freiwilligen Feuerwehr Königswinter (Rhein-Sieg-Kreis) - Grundschutz Wachkreis 2  | - LF 10 (mit 1200 l Wasser) - MTF                                                               |
| 24 – Holzlar       |                             | 1934     | - Brandschutz für die Stadtteile Holzlar, Hoholz und Bechlinghoven - Ausleuchtung von Einsatzstellen - Grundschutz Wachkreis 2                                                                                               | - HLF 20 - MTF - GW-Licht                                                                       |
| 25 – Oberkassel    |                             | 1882     | - Brandschutz für den Stadtteil Oberkassel - MANV - Dekon-V - Unterstützung der Freiwilligen Feuerwehr Königswinter (Rhein-Sieg-Kreis) - Waldbrand-Spezialisierung                                                           | - LF 10/6 - MTF - GW-L (Unimog, intern: GW-Waldbrand) - LF 15 TS (Oldtimer, Bj. 1955)           |
| 31 – Bad Godesberg |                             | 1889     | - Brandschutz für den Stadtteil Bad Godesberg - Grundschutz Wachkreis 3 - ABC-Abwehr | - TLF 4000 - LF 10 (mit 1200 l Wasser) - Dekon-P - MTF                                          |
| 32 – Dottendorf    |                             | 1904     | - Brandschutz für die Stadtteile Dottendorf, Friesdorf und Gronau - ABC-Abwehr | - LF 10/6 - Dekon-P - MTF                                                                       |
| 33 – Kessenich     |                             | 1888     | - Brandschutz für die Stadtteile Kessenich und Poppelsdorf (teilw.) | - LF 10/6 - RW 1 (+ FKH) - MTF                                                                  |
| 34 – Lannesdorf    |                             | 1906     | - Brandschutz für die Stadtteile Lannesdorf, Muffendorf, Heiderhof und Pennenfeld - Grundschutz Wachkreis 3 - Informations- und Kommunikationsdienst - Unterstützung der Freiwilligen Feuerwehr Wachtberg (Rhein-Sieg Kreis) | - HLF 20 - LF 10 (mit 1200 l Wasser) - MTF                                                      |
| 35 – Mehlem        |                             | 1905     | - Brandschutz für den Stadtteil Mehlem - Hochwasserschutz - Unterstützung der Freiwilligen Feuerwehr Wachtberg (Rhein-Sieg Kreis)                                                                                            | - LF 10/6 - GW-Hochwasser - RW 1 - MTF - diverse Bootsanhänger                                  |
| 41 – Duisdorf      | Feuerwehr Bonn Feuerwache 4 | 1907     | - Brandschutz für den Wachkreis 4 - Grundschutz gesamtes Stadtgebiet bei Bedarf mit Hubrettungsfahrzeug - Unterstützung der Freiwilligen Feuerwehr Alfter (Rhein-Sieg-Kreis) als ergänzende Löscheinheit                     | - LF 10 (mit 1200 l Wasser) - HLF 20 - DLA(K) 23-12 - LF-KatS - MTF - Brandschutzmobil (Ex-RTW) |
| 42 – Lengsdorf     |                             | 1907     | - Brandschutz für die Stadtteile Lengsdorf, Ippendorf und Venusberg (teilw.) - MANV | - LF 10/6 - LF-KatS - SW 2000-Tr                                                                |
| 44 – Röttgen       |                             | 1907     | - Brandschutz für die Stadtteile Röttgen und Ückesdorf - Informations- und Kommunikationsdienst | - LF 10/6 - MTF                                                                                 |

- Tagesalarm BBK/THW
Zum Jahresbeginn 2010 wurde zur Optimierung der Hilfsfristen im Wachkreis 4 ein Tagesalarm eingeführt. Dieser setzt sich werktags aus Angehörigen des Bundesamtes für Bevölkerungsschutz und Katastrophenhilfe und des Technischen Hilfswerks aus der gemeinsamen Liegenschaft in Lengsdorf, welche über Feuerwehrqualifikationen verfügen, sowie aus tagsüber verfügbaren Angehörigen der Löscheinheit Duisdorf zusammen. Für ihre Aufgabenwahrnehmung steht den BBK- und THW-Mitarbeitern ein Kommandowagen zur Verfügung.[6] Im Alarmierungsfall wird das Fahrzeug besetzt und die Feuerwache 4 in Duisdorf zur Besetzung der dortigen Fahrzeuge oder die Einsatzstelle direkt angefahren. Der Tagesalarm wird ab Feuerstufe 3 alarmiert. Das Vorbild lieferte unter anderem das bewährte Projekt der Hochschul-Feuerwehr. Dabei besetzen Studenten der Hochschule Bonn-Rhein-Sieg Fahrzeuge des Löschzugs Mülldorf (RSK) und bilden dabei den Tagesalarm 2.[7]

## Sonderaufgaben / Besonderheiten

### Wasserrettung

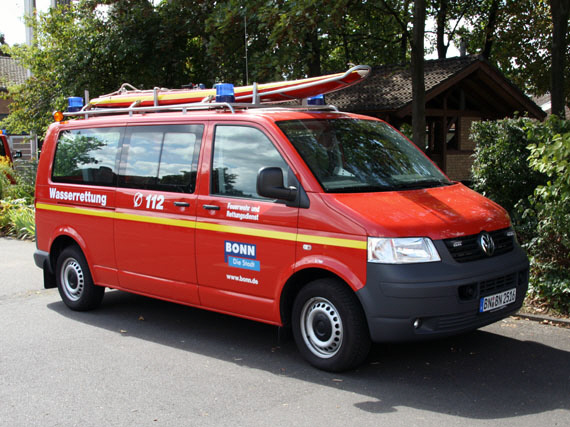
Gerätewagen Wasserrettung (GW-W)

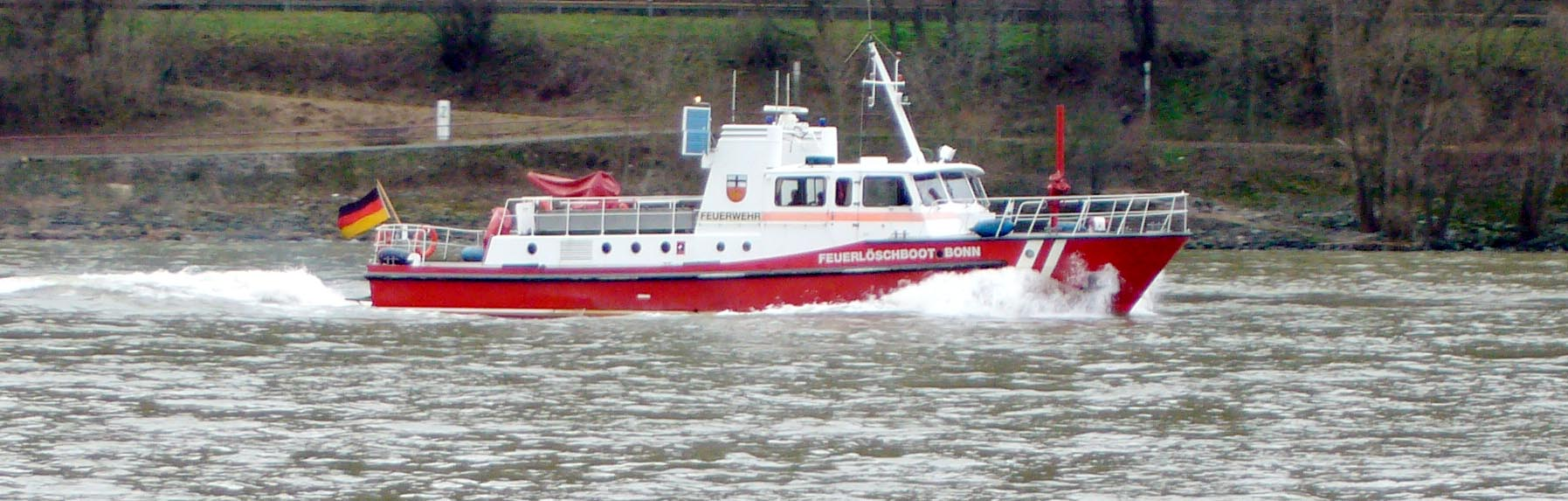
Feuerlöschboot Bonn

Als Fachaufgabe wurde der Löscheinheit Feuerwache 2 die Wasserrettung zugewiesen. Es werden je ein Feuerlöschboot und zwei Mehrzweckboote durch die Wachabteilung für Einsätze im zugewiesenen Rheinabschnitt besetzt. Ferner wird ein Gerätewagen Wasserrettung vorgehalten, welcher bei Lagen auf Binnengewässern (z. B. Eisrettung) im gesamten Stadtgebiet Bonn zum Einsatz kommt. Ist ein Einsatz von Tauchern erforderlich, so werden diese von der Feuerwehr Köln oder anderen Bedarfsträgern (DLRG, DRK, Bundespolizei) angefordert.
Unterstützt wird die Löscheinheit von Kräften der DLRG in Bonn sowie der Freiwilligen Feuerwehr (Löscheinheiten Beuel und Mehlem), letztere insbesondere bei Hochwasserlagen.

### Tierrettung

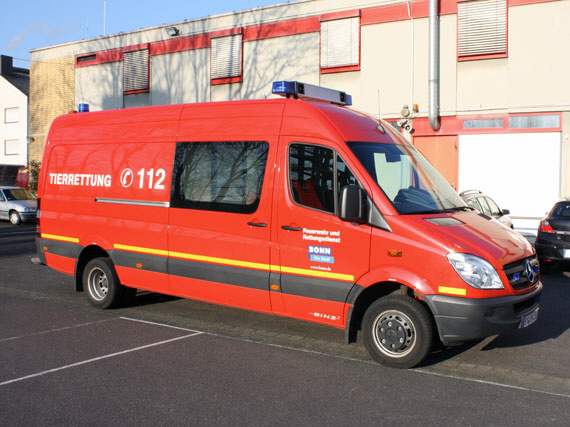
Gerätewagen Tierrettung (GW-Tier)

Auf der Feuerwache 2 ist der GW-Tier stationiert. Die Beladung umfasst unter anderem Boxen, Schlingen und Kettenhandschuhe.

### Rüsteinheit

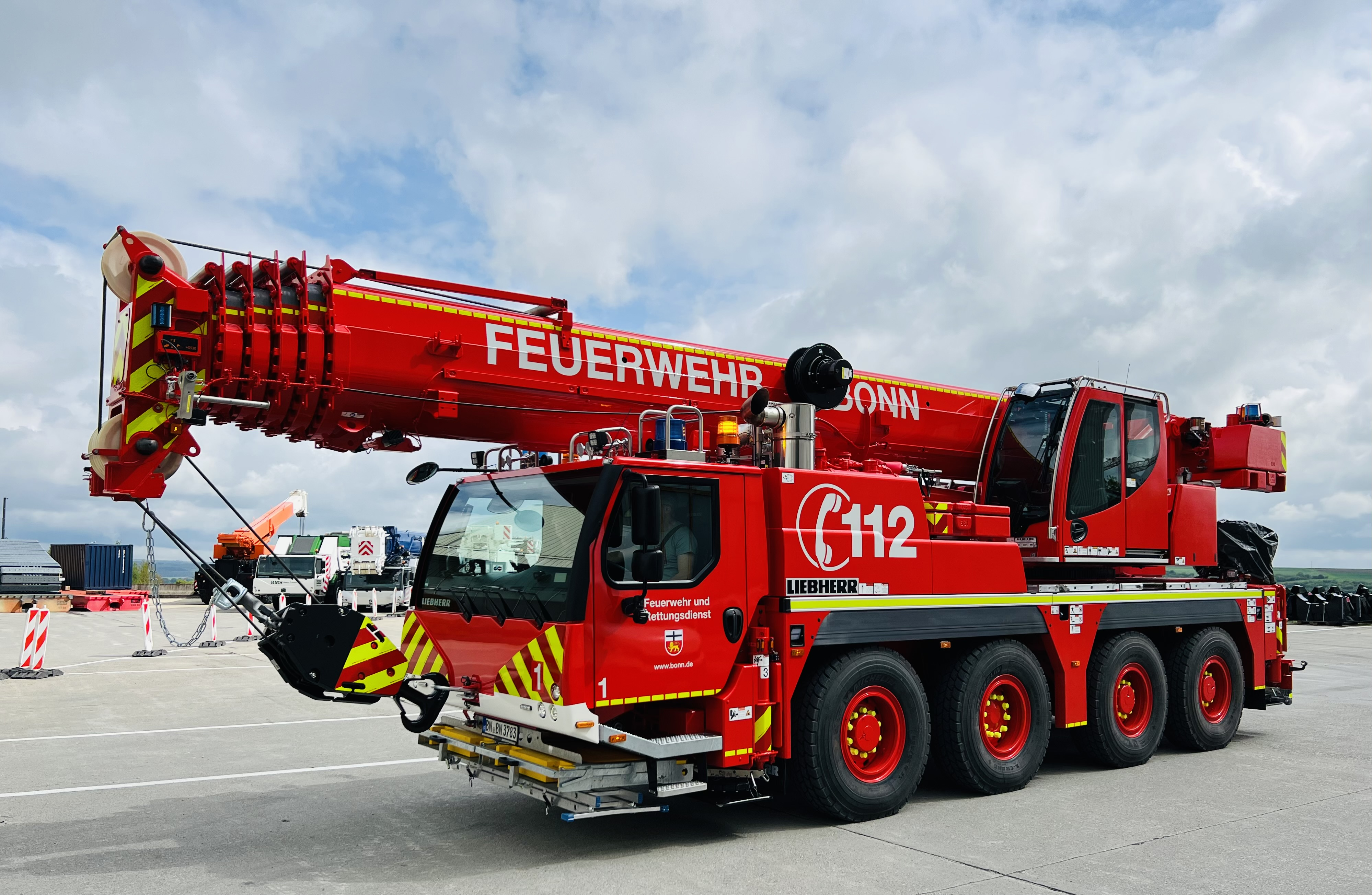
Feuerwehrkran (FwK)

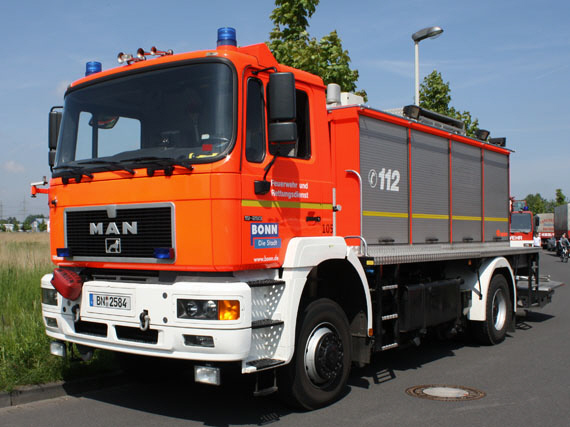
Rüstwagen Schiene (RW-S)

Die Rüsteinheit der Feuerwehr Bonn besteht aus einem Hilfeleistungslöschgruppenfahrzeug 20/16, einem Rüstwagen(-Schiene) und einem Feuerwehrkran KW 70. Ergänzt wird diese bei Bedarf durch die Abrollbehälter „Rüst“ und „Schiene“. Als Unterstützung für den Feuerwehrkran rückt zu jedem Einsatz der Abrollbehälter „Kranbegleitung“ aus. Der Rüstwagen-Schiene ist ein Zweiwege-Fahrzeug. Er hat unter dem Rahmen einen Schienenfahrsatz montiert, womit er das Straßenbahnnetz befahren kann. Hierfür ist die Berechtigung zum Führen von Schienenfahrzeugen im Netz der Stadtwerke Bonn erforderlich. Die Beladung ist angelegt an die zur Beschaffungszeit gültige Norm eines RW 3.
Die Rüsteinheit kommt im ganzen Stadtgebiet für sämtliche technische Hilfeleistungen ab Alarmstufe zwei (Person eingeklemmt, Person unter Zug, Einsturz/Absturz) zum Einsatz und wird durch eine Brandschutzkomponente, bestehend aus Fahrzeugen der jeweiligen Feuerwache und Einheiten der örtlich ansässigen Löscheinheiten der Freiwilligen Feuerwehr ergänzt.

### Umweltschutz

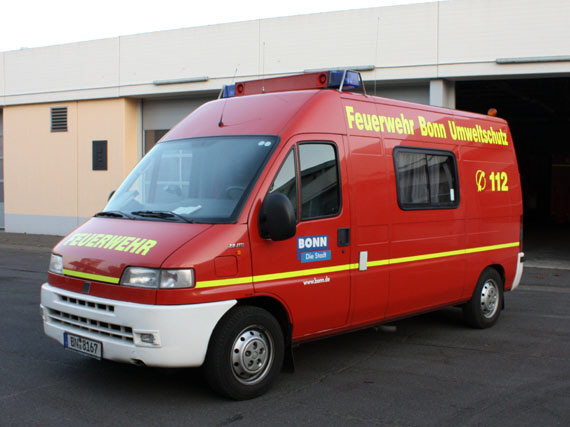
ABC-Erkundungskraftwagen (ABC-ErkKW)

Zum Umweltschutz gehört die Umwelteinheit der Feuerwache 3, welche sich aus der Brandschutzkomponente und Sonderfahrzeugen zusammensetzt. Zu den Sonderfahrzeugen zählt ein ABC-Erkundungskraftwagen, und zwei Wechselladerfahrzeuge mit diversen Abrollbehältern für den ABC-Einsatz und Ölbekämpfung. Ergänzt wird der Fachdienst durch Einheiten der Freiwilligen Feuerwehr (Löscheinheiten Bad Godesberg und Dottendorf) mit jeweils einem Dekontaminationslastkraftwagen Personen.
Der Umweltzug kommt im gesamten Stadtgebiet bei Gefahrgutlagen auf der Straße und Schiene oder größeren Ölschadenslagen zum Einsatz und wird zusätzlich noch durch Kräfte der jeweiligen ortsansässigen Löscheinheiten der Freiwilligen Feuerwehr ergänzt, da Gefahrgutlagen sehr Personalintensiv sind. Auch bei Gasausströmungen wird der Fachdienst mit einem Messfahrzeug eingesetzt.

### Fernmeldeunterstützung

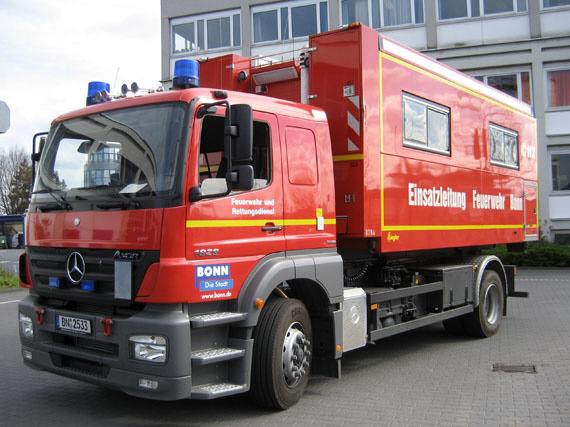
Wechselladerfahrzeug mit AB-Einsatzleitung (AB-EL)

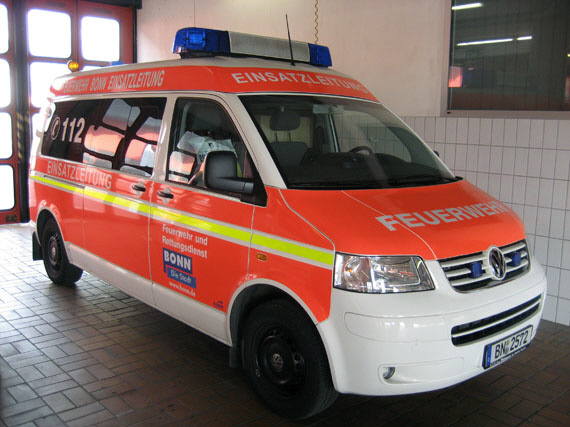
Einsatzleitwagen (ELW)

Der Fachdienst Fernmeldeunterstützung wird zur Verstärkung der Einsatzleitung bei Großschadenslagen bzw. Großveranstaltungen ortsgebunden (Verstärkung Leitstelle und Einsatzführungsstab) und mobil (Einsatzleitung vor Ort) eingesetzt.
Er besteht aus Mitgliedern der Freiwilligen Feuerwehr (Löscheinheiten Bonn-Mitte, Löscheinheit Dransdorf, Löscheinheit Röttgen und Löscheinheit Lannesdorf) und verfügt über die Abrollcontainer „Einsatzleitung“ sowie „Besprechung“ (Feuerwache 1) und zwei Einsatzleitwagen 1 (Löscheinheiten Bonn-Mitte und Dransdorf).

### Überörtliche Hilfe

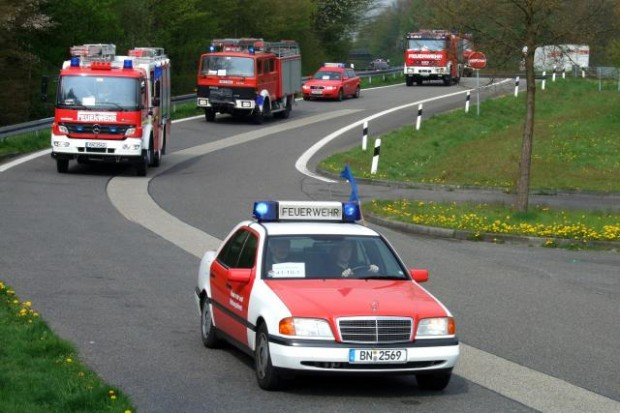
Geschlossener Verband

Zur überörtlichen Hilfe zählt hier die Aufgabenwahrnehmung in der 4. Bereitschaft des Regierungsbezirks Köln. Diese Aufgabe wird durch die Freiwillige Feuerwehr (Löscheinheiten Bonn-Mitte, Buschdorf, Beuel, Geislar, Bad Godesberg, Kessenich und Duisdorf) wahrgenommen.
Als Fahrzeuge stehen neben Sonderfahrzeuge (Drehleiter der Löscheinheit Duisdorf, Dekon-Fahrzeug der Löscheinheit Bad Godesberg und Gerätewagen Logistik der Feuerwache 1) die jeweiligen Fahrzeuge der Löscheinheiten zur Verfügung. Die einfache überörtliche Hilfeleistung im Rahmen der Alarm- und Ausrückeordnung bleibt hiervon unberührt.

### Brandschutzerziehung

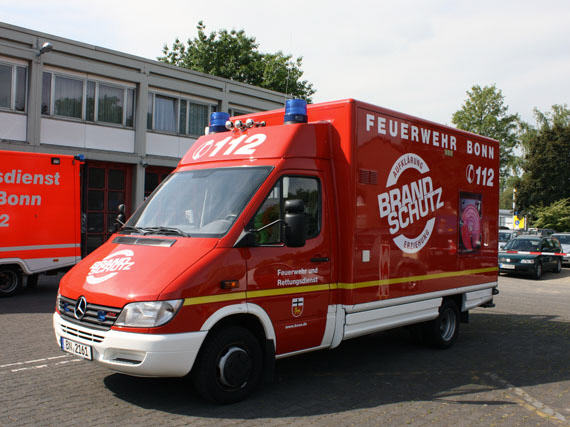
Gerätewagen Brandschutzerziehung

Für diese Aufgabe wurde ein ausgemusterter RTW zum Info/Brandschutz-Mobil umgebaut. Neben Rauchmeldern und Infomaterial befinden sich ein Wandhydrant und ein gasbetriebenes Übungsobjekte (Feuerlöschertraining) auf dem Auto.

### Einsätze in Höhen und Tiefen

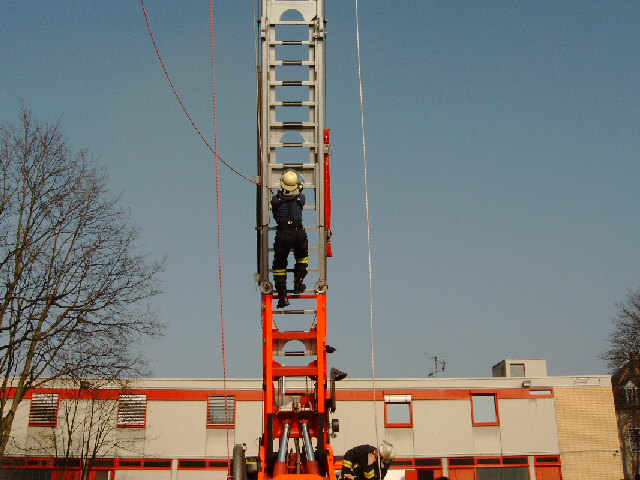
Übung zur Höhengewöhnung

Eine Höhenrettungsgruppe wird in Bonn nicht vorgehalten. Alle Kräfte der Berufsfeuerwehr sind jedoch im Bereich „Absturzsicherung“ geschult und entsprechendes Material wird auf den Feuerwachen vorgehalten. Wird der Einsatz einer Höhenrettungsgruppe erforderlich, kann auf die Höhenrettungsgruppe der Berufsfeuerwehr Köln zurückgegriffen werden. Diese können auch mittels Rettungshubschrauber transportiert werden.

### Vegetationsbrandbekämpfung
Die Feuerwehr Bonn ist Teil der bislang einzigen deutschen Einheit zur bodengebundenen Vegetationsbrandbekämpfung unter Einbeziehung von Löschfahrzeugen (ground forest fire fighting using vehicles, GFFF-V) im EU Katastrophenschutzkonzept. Sie besteht aus Kräften der Feuerwehren Bonn, Königswinter und Leverkusen.
Das Waldbrandmodul wurde im Jahr 2018 aufgesetzt. Es besteht aus rund 20 Fahrzeugen und 60 Einsatzkräften, die taktisch in eine Führungseinheit, eine Versorgungseinheit und eine Brandbekämpfungseinheit aufgeteilt sind. Die eingesetzten Tanklöschfahrzeuge sind geländegängig und mit spezifischer Sonderbeladung bestückt. Die Feuerwehr Bonn führt und koordiniert das Modul, welches für einen autarken Einsatz von einer Woche im Ausland ausgelegt ist.
Die Feuerwehr Bonn kann neben der Logistik und Camp-Infrastruktur ein Waldbrandlöschfahrzeug auf Unimog (Löscheinheit Oberkassel), ein LF KatS (Löscheinheit Duisdorf) und ein TLF 3000 für das Modul bereitstellen.
Der erste internationale Einsatz erfolgte 2021 in Griechenland.
Seit 2022 steuert auch die Feuerwehr Düsseldorf ein TLF 3000 auf Unimog mit Personal zum Modul bei.

## Jugendfeuerwehr
Die Jugendfeuerwehr ist die Jugendabteilung der Freiwilligen Feuerwehr und steht Kindern und Jugendlichen ab dem 10. Lebensjahr offen. Ab dem 16. Lebensjahr erfolgt die schrittweise Eingliederung in Einsatzabteilung, welche mit dem 18. Lebensjahrs mit der Übernahme als Feuerwehrmann in die Einsatzabteilung endet. In jeder Löscheinheit der Feuerwehr Bonn ist eine Jugendfeuerwehr in unterschiedlicher Stärke zu finden, welche von einem Jugendfeuerwehrwart geleitet wird. Die Jugendfeuerwehren verfügen über keine eigenen Fahrzeuge, sondern bedienen sich den Fahrzeugen der Einsatzabteilung. Als Bindeglied zwischen den einzelnen Jugendgruppen und der Berufs- und Freiwilligen Feuerwehr fungiert der Stadtjugendfeuerwehrwart. Die erste Jugendfeuerwehr wurde in Bonn im Stadtteil Duisdorf im Jahr 1964 gegründet.

## Kinderfeuerwehr
In zwei Freiwilligen Feuerwehren gibt es zur Mitgliedergewinnung der Jugendfeuerwehr zwei Kinderfeuerwehren. Diese können vom 4. bis zum 10. Lebensjahr besucht werden. Die erste wurde im April 2017 in Bonn-Bad Godesberg gegründet.